# سوخوي سو-30 ام كي ام
سوخوي سو-30 ام كي ام (بالإنجليزية: Sukhoi Su-30MKM)‏ هي طائرة مقاتلة أنتجت في روسيا. من صناعة سوخوي. دخلت الخدمة في 2007، صنع منها 18 طائرة، وسعر الطائرة الواحدة منها هو 35–53 مليون دولار.